# ميزانية الحرارة الداخلية للأرض

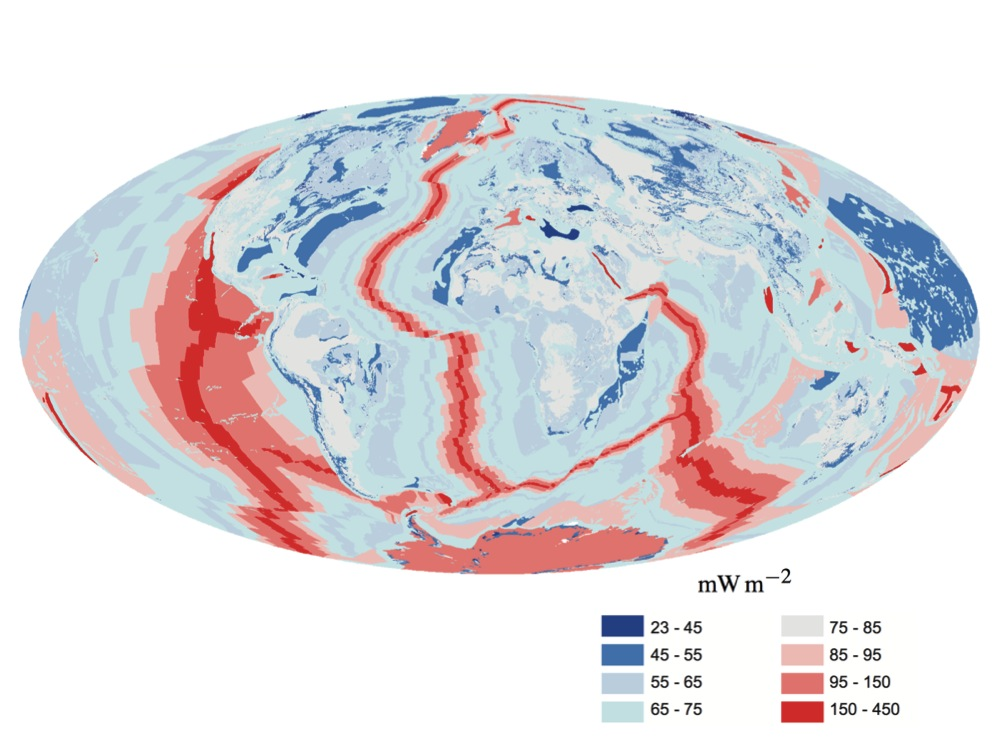
الخريطة العالمية من تدفق الحرارة في mW/م^{2}من الأرض الداخلية إلى السطح. أكبر قيم تدفق الحرارة يتزامن مع منتصف المحيط التلال و أصغر قيم تدفق الحرارة تحدث في مستقر القارية الداخلية.

ميزانية الحرارة الداخلية للأرض هي أساس التاريخ الحضاري للأرض، وتعني تدفق الحرارة من الأرض الداخلية إلى السطح بنحو 47±2 تيراواط (TW) ويأتي من اثنين من المصادر الرئيسية في تقريبا كميات متساوية: إن radiogenic الحرارة التي تنتجها الاضمحلال الإشعاعي للنظائر في عباءة والقشرة و البدائية الحرارة تبقى من تشكيل الأرض.
الأرض الحرارة الداخلية صلاحيات معظم العمليات الجيولوجية ومحركات الصفائح التكتونية. على الرغم الجيولوجية أهمية هذه الطاقة الحرارية القادمة من الأرض الداخلية هو في الواقع إلا 0.03% من الأرض إجمالي الطاقة الميزانية على السطح، التي يهيمن عليها 173,000 TW الواردة الإشعاع الشمسي. في تشميس في نهاية المطاف، بعد التفكير، تصل إلى السطح تخترق سوى عدة عشرات من سم على الدورة اليومية سوى عدة عشرات من الأمتار عن دورة سنوية. وهذا يجعل الإشعاع الشمسي الحد الأدنى ذات الصلة العمليات الداخلية.
البيانات العالمية على الحرارة تدفق الكثافة هي التي تجمع الدولية تدفق الحرارة لجنة من الرابطة الدولية الزلازل والفيزياء من باطن الأرض.

## الحرارة والتقديرالمبكر لعمر الأرض
بناء على حسابات الأرض معدل التبريد، التي تولت المستمر الموصلة في باطن الأرض في عام 1862 وليام طومسون، في وقت لاحق اللورد كلفن، ويقدر عمر الأرض في 98 مليون سنة،  الذي يتناقض مع سن 4.5 مليار سنة الحصول عليها في القرن 20th من قبل إشعاعيا. كما أشار جون بيري في عام 1895 متغير الموصلية في باطن الأرض يمكن أن يتوسع على حساب عمر الأرض إلى مليارات السنين، كما أكد في وقت لاحق من قبل إشعاعيا. على عكس المعتاد تمثيل طومسون الحجة، لاحظ التدرج الحراري من قشرة الأرض لن يكون أوضح من خلال إضافة النشاط الإشعاعي كمصدر للحرارة. والأهم من عباءة الحراري يغير كيف الحرارة هو نقل داخل الأرض إبطال طومسون افتراض محض موصل يبرد.
قديرات إجمالي تدفق الحرارة من الأرض الداخلية إلى سطح span مجموعة من 43 إلى 49 تيراواط (TW) (أ تيراواط 1012 واط). أحد التقديرات الأخيرة 47 TW ،  وهو ما يعادل متوسط تدفق الحرارة من 91.6 mW/م2 ، ويستند إلى أكثر من 38,000 القياسات. منها يعني تدفق الحرارة القارية والقشرة المحيطية هي 70.9 و 105.4 mW/m2.
تدفق الحرارة الداخلية في العالم
في حين أن مجموع الداخلية الأرض تدفق الحرارة إلى السطح جيدا مقيدة، المساهمة النسبية من اثنين من المصادر الرئيسية من الأرض الحرارة، radiogenic والبدائية الحرارة العالية غير مؤكد لأن القياس المباشر هو أمر صعب. الكيميائية والفيزيائية النماذج تعطي المقدرة يتراوح من 15-41 TW و 12-30 TW على radiogenic الحرارة والبدائية الحرارة، على التوالي.
في هيكل الأرض هو خارجية صلبة القشرة التي تتكون من أكثر سماكة القشرة القارية وأرق القشرة المحيطية الصلبة ولكن اللدن تتدفق عباءة، السائل الخارجي الأساسية صلب النواة الداخلية. على سيولة من مادة يتناسب مع درجة الحرارة. وبالتالي، فإن عباءة صلبة يمكن أن لا تزال تتدفق على نطاق زمني طويل، بوصفها وظيفة من درجة الحرارة وبالتالي بوصفها وظيفة من تدفق الأرض الحرارة الداخلية. في عباءة convects ردا على تسرب الحرارة من الأرض الداخلية، مع أكثر وأكثر مرونة عباءة ارتفاع برودة، وبالتالي أكثر كثافة، عباءة غرق. هذا التدفق الحراري من عباءة تقود حركة الأرض طبقات القشرة الأرضية؛ وهكذا، خزان إضافي الحرارة في انخفاض عباءة أمر بالغ الأهمية بالنسبة لعمل الصفائح التكتونية واحد ممكن مصدر إثراء العناصر المشعة في أسفل عباءة.
الأرض الحرارة النقل يحدث من قبل التوصيل، عباءة الحراري، الحرارية المائية الحراري، البركاني هيج. الأرض الداخلية تدفق الحرارة إلى السطح يعتقد أن 80% بسبب عباءة الحراري، مع الحرارة المتبقية في الغالب تنشأ في القشرة الأرضية،  مع حوالي 1% بسبب النشاط البركاني والزلازل وبناء الجبال. وهكذا، فإن حوالي 99% من الأرض الداخلي فقدان الحرارة في السطح عن طريق التوصيل خلال القشرة، عباءة الحراري هو العنصر المهيمن على نقل الحرارة من أعماق الأرض. معظم تدفق الحرارة من أكثر سماكة القشرة القارية يعزى إلى الداخلية radiogenic مصادر في المقابل أرق القشرة المحيطية فقط 2% الداخلية radiogenic الحرارة. المتبقية تدفق الحرارة على سطح سيكون بسبب القاعدية التدفئة من القشرة من عباءة الحراري. تدفقات الحرارة هي سلبيا مع الصخور العمر،  مع أعلى تدفقات الحرارة من أصغر الصخور في منتصف المحيط نشر مراكز (مناطق من عباءة القاع), كما يلاحظ في الخريطة العالمية من الأرض تدفق الحرارة.
الحرارة
فإن التحلل الإشعاعي للعناصر في عباءة الأرض والقشرة النتائج في إنتاج ابنة نظائر وإطلاق geoneutrinos والطاقة الحرارية أو radiogenic الحرارة. أربعة نظائر مشعة هي المسؤولة عن غالبية radiogenic الحرارة بسبب تخصيب نسبة إلى غيرها من النظائر المشعة: اليورانيوم-238 (238U), اليورانيوم-235 (235U)، الثوريوم-232 (232ال) والبوتاسيوم-40 (40ك). نظرا لعدم وجود عينات من صخور أقل من 200 كم العمق، فمن الصعب تحديد بالضبط radiogenic الحرارة طوال عباءة، على الرغم من أن بعض التقديرات المتاحة. بالنسبة لب الأرض، الجيوكيميائية تشير الدراسات إلى أنه من غير المحتمل أن تكون مصدرا كبيرا radiogenic الحرارة بسبب توقع انخفاض تركيز العناصر المشعة التقسيم إلى الحديد. Radiogenic إنتاج الحرارة في عباءة مرتبط بنية عباءة الحراري، وهو موضوع يثير الكثير من الجدل، ويعتقد أن عباءة قد يكون إما بنية الطبقات مع تركيز أعلى من الحرارة المشعة المنتجة العناصر في أسفل عباءة أو الخزانات الصغيرة المخصب في العناصر المشعة المنتشرة في جميع أنحاء كل عباءة.
| النظائر | إطلاق نار W/kg النظائر | نصف العمر عاما | يعني عباءة تركيز كجم النظائر/كجم عباءة | إطلاق نار W/kg عباءة |
| ------- | ---------------------- | -------------- | -------------------------------------- | -------------------- |
| 232ال   | 26.4×10−6              | 14.0×109       | 124×10−9                               | 3.27×10−12           |
| 238U    | 94.6×10−6              | 4.47×109       | 30.8×10−9                              | 2.91×10−12           |
| 40ك     | 29.2×10−6              | 1.25×109       | 36.9×10−9                              | 1.08×10−12           |
| 235U    | 569×10−6               | 0.704×109      | 0.22×10−9                              | 0.125×10−12          |

Geoneutrino كاشفات يمكن الكشف عن اضمحلال 238U و 232 وبالتالي تسمح تقدير من مساهمتهم الحالية radiogenic الحرارة الميزانية، في حين 235U و 40K وبالتالي لا يمكن كشفها. بغض النظر عن 40ك يقدر أن تسهم 4 TW التدفئة. ومع ذلك، نظرا قصيرة نصف حياة اضمحلال 235U و 40ك ساهم جزء كبير من radiogenic تدفق الحرارة إلى الأرض في وقت مبكر، والذي كان أيضا أكثر جاذبية في الوقت الحاضر. النتائج الأولية من قياس geoneutrino منتجات الاضمحلال الإشعاعي من داخل الأرض الوكيل بالنسبة radiogenic الحرارة، أسفرت عن التقديرات الجديدة من نصف مجموع الأرض مصدر الحرارة الداخلية يجري radiogenic, وهذا يتفق مع التقديرات السابقة.
| النظائر | إطلاق نار Wkg isotope | نصف الحياة سنوات | يعني عباءة تركيز kg isotopekg mantle | إطلاق نار Wkg mantle |
| ------- | --------------------- | ---------------- | ------------------------------------ | -------------------- |
| 232ال   | 26.4                  | 14.0             | 124                                  | 3.27                 |
| 238U    | 94.6                  | 4.47             | 30.8                                 | 2.91                 |
| 40ك     | 29.2                  | 1.25             | 36.9                                 | 1.08                 |
| 235U    | 569                   | 0.704            | 0.22                                 | 0.125                |